# F.C. De Kampioenen: Kampioen zijn blijft plezant
F.C. De Kampioenen: Kampioen zijn blijft plezant is een Vlaamse film uit 2013, die gebaseerd is op de Vlaamse televisieserie F.C. De Kampioenen.
In april 2008 werd een filmproject aangekondigd dat in oktober 2009 verwacht werd in de zalen, maar in april 2009 werd het project afgeblazen wegens onenigheden omtrent het scenario. Twee jaar later, in september 2011, raakte bekend dat er opnieuw plannen waren voor een film. Er werd een nieuw scenario ontwikkeld, maar vanwege problemen met de financiering kwam de officiële bevestiging er pas in januari 2013. De opnames vonden tussen april en juli plaats. De film ging op 18 december 2013 in première. De film is de 5de meest succesvolste Belgische film.

## Verhaal
De Kampioenen worden uitgenodigd door Albert Tartuffe, een oude vriend van voorzitter Boma, voor een vriendschappelijke wedstrijd in de Provence tegen het plaatselijke Saint-Tintin. Tartuffe probeert aan Boma een wijndomein te verkopen waar een steenrijke sjeik van af wil. Boma is namelijk van plan om met Goedele naar Frankrijk te verhuizen en te stoppen met de Kampioenen. Wat Boma niet weet is dat het wijnkasteel waardeloos is. Er komt namelijk een TGV-lijn door het gebied.
De jongste Kampioenen-voetballer Ronald(inho) wordt, nadat hij door de sjeik verkeerdelijk wordt aangezien voor de Braziliaanse superster Ronaldinho, als pasmunt gebruikt in de deal. De Kampioenen vertrekken met een bouwvallig busje van Fernand Costermans op reis en dat loopt volledig verkeerd.
Onderweg laten De Kampioenen Carmen achter en ze begint daarop in haar eentje aan een lange reis. Doortje en Pol zijn niet veel eerder getrouwd. Doortje heeft beslist om op huwelijksreis naar Lourdes te gaan in dezelfde periode dat De Kampioenen ook naar Frankrijk gaan. Daarom saboteert Pol de huwelijksreis om uiteindelijk toch mee te kunnen gaan naar de Provence. Wanneer Doortje dat in Frankrijk te weten komt, is ze woedend en vertrekt naar een klooster. Bieke rijdt een scheve schaats nadat ze het kinderachtig gedoe van Marc beu is. Fernand neemt daarnaast een varken mee om truffels te gaan zoeken in Frankrijk. Onderweg leert Ronaldinho Carlita kennen. Hij neemt haar mee naar Frankrijk en wordt verliefd op haar. Maar Carlita verbergt iets.
Aangekomen in Saint-Tintin wordt Ronald ontvoerd door de sjeik omdat hij de ware plannen van Tartuffe en de sjeik betreffende het kasteel achterhaalt. De Kampioenen gaan undercover op een feest van de sjeik om Ronald te bevrijden.

## Rolverdeling

### Hoofdrollen
| Acteur              | Personage             |
| ------------------- | --------------------- |
| Marijn Devalck      | Balthasar Boma        |
| Danni Heylen        | Pascale De Backer     |
| An Swartenbroekx    | Bieke Crucke          |
| Ann Tuts            | Doortje Van Hoeck     |
| Loes Van den Heuvel | Carmen Waterslaeghers |
| Johny Voners        | Xavier Waterslaeghers |
| Herman Verbruggen   | Marc Vertongen        |
| Ben Rottiers        | Pol De Tremmerie      |
| Jaak Van Assche     | Fernand Costermans    |
| Niels Destadsbader  | Ronald Decocq         |
| Tuur De Weert       | Maurice de Praetere   |
| Machteld Timmermans | Goedele Decocq        |
| Mike Verdrengh      | Albert Tartuffe       |
| Joyce Beullens      | Carlita               |

### Bijrollen
| Acteur             | Personage                  |
| ------------------ | -------------------------- |
| Amid Chakir        | steenrijke Emir            |
| Mourade Zeguendi   | Yassine                    |
| Billie Verbruggen  | Paulien Vertongen/Paulette |
| Lea Couzin         | Marie-Paule Vertongen      |
| Leah Thys          | Madeleine De Backer        |
| Michel de Warzee   | Jérôme Dubois              |
| Fred Van Kuyk      | Jean-Luc Grootjans         |
| Ingrid De Vos      | Moeder Overste             |
| Gert Hulleman      | Joop                       |
| Vera Puts          | Mien                       |
| Johan Museeuw      | cameo                      |
| Frank De Bleeckere | cameo                      |

## Productieverloop

### Filmvoorstel 1 (1993): De Kampioenen op verplaatsing
In 1993 kwamen de eerste echte plannen voor een film op gang. De film, met als werktitel De Kampioenen op verplaatsing, stond gepland als een volwaardige roadmovie en als hét vervolg op de aflevering Love story. Acteur Carry Goossens besloot na seizoen 1993 over te stappen naar VTM, waardoor deze film dan ook het afscheid zou betekenen van het personage Oscar. Echter, verschillende factoren zorgden ervoor dat de productie van de film werd gestaakt. Niet in de minste plaats was het ontslag van Walter Michiels als Pico Coppens een reden tot het schrappen van de film, maar een van de belangrijkste redenen tot het stopzetten van de productie kwam uit de hoek van een andere Vlaamse film. Ongeveer gelijktijdig stond namelijk de komische speelfilm Max in de planning, waarin de titelrol was weggelegd voor Jacques Vermeire. Hij verkoos deze rol uiteindelijk boven de (bij)rol van DDT in de 'Kampioenen'-film. Ook doen geruchten de ronde dat het F.C. De Kampioenen-project geen subsidie kreeg voor productie en de film van Max wel. Daardoor dat de keuze voor de (toenmalige) BRTN snel gemaakt was, waarmee de allereerste poging tot een F.C. De Kampioenen-film werd afgevoerd.
Hoewel het een publiek geheim was dat dit project zich in een vergevorderd stadium bevond, is dit nieuws later ten tijde van de nieuwere pogingen tot een speelfilm, geheel tot de achtergrond verdwenen. Het project werd immers stopgezet voordat er ook maar iets aan officiële persberichten over naar buiten kon worden gebracht. Eén exemplaar van het geschreven script dook echter in de periode 2009-2010 op op de onlineveilingsite Kapaza. Wellicht was dit het laatste exemplaar wat buiten de archieven van de VRT is geraakt. Een fan die dit scenario wist te bemachtigen vertelde dat de originele film oorspronkelijk is geschreven door scenaristen Jan Verheyen en Frank Van Laecke, de film een volwaardige roadmovie moest voorstellen (van waaruit het 'op verplaatsing'-deel van de titel te verklaren is) en het inderdaad de oorsprong zou geven aan Oscar, die zich bij een sekte had aangesloten. Overigens is het verhaal niet gelijk aan het gelijknamige deel uit de stripreeks.

### Filmvoorstel 2 (2008-2009): De Kampioenen stoppen
Op 15 april 2008 werd bekendgemaakt dat An Swartenbroekx samen met haar echtgenoot Guido De Craene werkte aan een nieuw filmscenario, naar aanleiding van de twintigste verjaardag van de serie in 2010. Jan Matthys werd gevraagd voor de regie en Dirk Impens zou namens productiehuis Menuet de productie verzorgen. De eerste versie van het scenario werd afgekeurd en de scenaristen werden bedankt voor bewezen diensten. Koen Vermeiren werd aangezocht om een nieuwe plot te schrijven, wat hem naar eigen zeggen een half jaar tijd kostte.
De opnames voor de film waren gepland voor mei 2009, samen met de opnames van seizoen 20 van de serie. Op 1 april 2009 liet de VRT echter weten dat het project werd geannuleerd. De reden die werd meegegeven was dat niet alle acteurs zich konden vinden in het scenario. De openbare omroep liet weten het te betreuren dat "de betrokken partijen niet tot een consensus zijn gekomen" en enkel een film te willen maken "als hij op het onvoorwaardelijke engagement van de ploeg kan rekenen".
Volgens regisseur Jan Matthys was "de lezing vrij confronterend maar eerlijk". Volgens Herman Verbruggen had Koen Vermeiren gewoon "meer tijd moeten krijgen", omdat het scenario volgens de meeste acteurs nog niet goed genoeg was. De scenarist zelf was minder blij met de situatie, omdat zijn inspanningen "niet door iedereen werden gewaardeerd". Vermeiren had het scenario al vier keer herschreven en aangezien de einddatum naderde, werd er een spoedvergadering ingelast met acteurs erbij. Volgens de scenarist lazen de acteurs hun teksten als "lijkbidders" en "opzettelijk verstrooid" en noemt de sfeer die er heerste "ijselijk" en "openlijk vijandig". Er waren twee clans gevormd binnen de acteursgroep: enkel Tuur De Weert, Loes Van den Heuvel en Jaak Van Assche zouden het scenario gesteund hebben. Op 11 augustus 2009 werd het geschrapte scenario van Vermeiren gepubliceerd in het weekblad Story. Volgens de acteurs was het scenario "te plat en niet grappig" en bovendien "ordinair". Na het uitlekken was er ook onder het publiek kritiek op het scenario van Vermeiren. Met name het idee van "een diamant in een voorwerp" en een ontvoering van een hoofdpersonage zouden volgens lezers zijn afgekeken van Hotel op stelten, de jeugdfilm gebaseerd op Samson & Gert.
Na de bekendmaking van het nieuws omtrent de afgevoerde filmplannen, werd gevreesd dat ook de toekomst van de serie op de helling stond. Dit werd echter tegengesproken door de VRT. Tweeënhalve maand later bleek echter het tegenovergestelde waar te zijn: ook de serie werd stopgezet.

#### Verhaal
Pol, Doortje, Bieke, Marc, Xavier, Carmen, Pascale en Maurice stappen vastberaden de oprit van Boma op. Hij heeft hen zien komen en loopt hen tegemoet. Plots blijven de acht Kampioenen staan, kijken elkaar aan en knikken dan naar Pol, die een stap naar voren doet en zegt dat ze een probleem hebben. Er wordt een stap terug gedaan in het verleden van de voetbalploeg, waarbij tevens duidelijk wordt hoe de ploeg is ontstaan. Hun eerste match speelden ze tegen F.C. De Brassers. Ze verloren (6-1), maar kregen wel de Fair Play-trofee. Vandaag stonden ze opnieuw tegenover De Brassers, met als eindstand 22-0. De Brassers nemen tevens de Fair Play-trofee mee naar huis. De Kampioenen komen Boma vertellen dat ze ermee willen stoppen.
Wat ze niet weten is dat Boma ondertussen gegijzeld wordt door twee dieven, Leo Plessers en zijn vader Armand, die tevens de broer van Fernand Costermans blijkt te zijn. De twee zijn ontsnapt uit de gevangenis en zijn op zoek naar een grote diamant. Die hebben ze twintig jaar geleden verstopt in de wisselbeker die nu in het kantoor van de voorzitter van F.C. De Brassers staat. Aangezien de voorzitter rechter van beroep is, bevindt de beker zich dus in het gerechtshof. De boeven willen dat Boma de beker gaat halen. En zo geschiedde: Boma gaat, verkleed als advocaat, het gerechtsgebouw binnen en probeert de beker er weg te halen. Zijn poging mislukt echter en Boma geeft het op. De dieven weten echter wel wat Boma's zwakke plek is: Pascale. Ze ontvoeren haar en houden haar, gekneveld aan een stoel, vast in de kelder van Boma's huis. Ze chanteren Boma om ervoor te zorgen dat hij alsnog de beker gaat halen. Terwijl Boma een manier zoekt om de beker uit het gerechtsgebouw te krijgen, gaat Maurice wanhopig op zoek naar zijn Pascalleke.
De andere Kampioenen beginnen aan hun leven na het voetbal. Uiteindelijk komt iedereen toch weer samen, omdat Boma er alleen niet in geslaagd is de beker terug te vinden. In een ultieme poging de beker in handen te krijgen, breken De Kampioenen samen in in het gerechtshof. Ze doen dat door uit een luchtballon op het dak van het gerechtsgebouw te kruipen. Uiteindelijk zal ook deze poging mislukken door onhandigheid van Marc. Eenmaal terug in het café bedenkt Doortje een plan om de beker alsnog in handen te krijgen: De Kampioenen moeten De Brassers opnieuw uitdagen voor een wedstrijd met als prijs de Fair Play-beker. In een spannende match waarbij zelfs Doortje, Carmen en Boma zelf moeten invallen, winnen ze de beker terug en Pascale wordt vrijgelaten. De onhandige boeven Armand en Leo worden opgepakt. Ook Fernand, die de hele tijd op zoek is geweest naar de diamant, wordt opgepakt. Hij liet telkens bewijzen achter, waardoor de politie denkt dat de inbraken van De Kampioenen door Fernand zijn gepleegd.
Alle Kampioenen denken recht te hebben op de diamant die jarenlang in de beker zat en de discussie loopt hoog op. Boma heeft echter een idee: De Kampioenen gaan de diamant schenken aan een rusthuis, want ze willen de mensen in het rusthuis een goede oude dag bezorgen. Vier mannen die aan tafel zitten te kaarten, beginnen te applaudisseren. Verbazing bij De Kampioenen want het zijn DDT, BTW, Oscar en Pico die tegenwoordig in het bewuste rusthuis verblijven.

### Filmvoorstel 3 (2011-2013): Kampioen zijn blijft plezant

#### Eerste ontwikkelingen
In september 2011 kwamen er opnieuw plannen voor een Kampioenenfilm. Het scenario werd al vanaf januari 2011 geschreven en werd door alle acteurs goedgekeurd. Tevens zouden alle acteurs opnieuw willen spelen in de film. Het scenario werd geschreven door Hec Leemans, An Swartenbroekx, Bart Cooreman en Johan Gevers, die de laatste drie jaar regisseur was van de serie. Het zou volgens Ben Rottiers een nieuw verhaal zijn dat aansluit bij datgene waar de reeks voor staat: entertainment voor de hele familie. Het staat nog niet vast of de film er komt, want de productie is nog niet rond.

#### Scenario-ontwikkeling
Op 4 januari 2012 werd opnieuw een bericht de wereld ingestuurd dat er een film komt. De productie zou in handen zijn van Skyline Entertainment, Hec Leemans schreef de plot, die met de scenarioschrijvers van de reeks werd uitgeschreven. Volgens de acteurs is er nog niet echt groen licht gegeven. De contracten zijn nog niet ondertekend, maar alle betrokken partijen hebben inmiddels wel hun goedkeuring gegeven. Dat de film er toch komt is deels te danken aan Hec Leemans, die de strips van F.C. De Kampioenen tekent en begin vorig jaar op de proppen kwam met nieuw verhaal waarin de VRT, de acteurs en het productiehuis Skyline Entertainment zich konden vinden. Marijn Devalck liet weten dat hij geen voorstander van een film was, maar als goede collega wel zou meewerken aan het project. De film stond gepland voor begin 2013, maar dat werd bijgestuurd naar eind 2013 doordat de teksten nog niet klaar waren medio 2012 en de acteurs geen contract getekend hebben. De film zou pas in de lente van 2013 opgenomen worden. Later in 2012 raakte het scenario af, maar werd nog financiering gezocht.

#### Verdere ontwikkelingen
Eind 2012 werd bekend dat het Vlaams Audiovisueel Fonds geen 350.000 euro subsidie toekent. Hierdoor komt de film mogelijk in vertraging. Ook werd bekend dat Jacques Vermeire zijn rol als DDT niet kan hernemen door zijn drukke agenda. De opnames zouden van april tot juni 2013 moeten lopen. Volgens Eric Wirix zijn er drie opties: Begin februari het dossier opnieuw indienen, toch doorgaan zonder de steun van het VAF, of het hele project afblazen. De acteurs blijven wel nog steeds achter het project staan. Door gerelateerde subsidies van het VAF valt er 30% van het budget weg. Om het zonder deze steun te doen, zou men 250.000 à 300.000 bezoekers over de vloer moeten krijgen om de kosten te dekken. Intussen vraagt de productie een herkansing bij het VAF omdat het project niet om inhoudelijke redenen werd afgewezen. Volgens producent Eric Wirix was het probleem dat ze te weinig geld hebben om alle goede projecten te ondersteunen. Er wordt nog een bespreking gehouden en op 4 februari wordt een aangepast scenario ingediend. Op 13 juni werd bevestigd dat de film van F.C. De Kampioenen financieel werd ondersteund door Screen Flanders, een Vlaamse economische steunmaatregel voor de audiovisuele sector die via het VAF werkt. De ondersteuning bedroeg een som van 400.000 euro. Eind juni werd bevestigd dat STAP van Telenet de film financieel ondersteunt.

#### Productie
De opnames zouden van april tot juni duren. In april en mei wordt de film in het zuiden van Frankrijk opgenomen, in juni worden er opnames in België gemaakt. Op 31 januari 2013 bevestigde de VRT de komst van de film. Alle hoofdacteurs van het 21ste seizoen van F.C. De Kampioenen zullen in de film te zien zijn. De film wordt op 18 december 2013 in de bioscoop verwacht. In april werd de plot vrijgegeven en werd bekend dat Mike Verdrengh een hoofdrol zal vertolken in de film. Hij neemt de rol van Albert Tartuffe voor zich, de voorzitter van de voetbalploeg Saint-Tintin. Ook Lea Couzin keert kort terug als Ma Vertongen; door het overlijden van acteur Alex Cassiers keert Pa Vertongen niet terug. Joyce Beullens, Amid Chakir en Mourade Zeguendi zullen belangrijke rollen in de film vertolken. Ook Johan Museeuw maakt zijn opwachting in de film, in een kleine rol. Begin juni vonden er ook opnames plaats voor de openingsscènes met Frank De Bleeckere. Daarnaast keert ook Fred Van Kuyk als Jean-Luc Grootjans terug in een kleine rol.
In april startte Eric Wirix als regisseur met de opnames. Johan Gevers zou deze aanvankelijk regisseren, maar had wat moeite met de grote omvang en trok zich terug als regisseur. Gevers werkte wel mee als regisseur-assistent.

#### Opnames
De opnames zijn op 28 april 2013 gestart in Nice. Op 1 en 2 mei werd in Château Diter, een renaissancelandgoed in Grasse, aan de Franse Rivièra gedraaid. Er worden naast dagscènes ook veel nachtscènes gedraaid. Later worden de opnames verdergezet in Avignon, Cannes, Antibes, aan de kanten van Côte d'Azur en in de omstreken van de Mont Ventoux. De buitenlandse opnames werden op 31 mei 2013 afgewerkt, maar vanwege tegenvallende weersomstandigheden en enkele organisatorische problemen moest een deel van de ploeg tussen 12 en 14 juni terug naar Frankrijk voor bijkomende opnames.
Op 3 mei werd de film officieel voorgesteld in Frankrijk. Marijn Devalck bevestigde dat de film het einde van De Kampioenen betekent. Volgens Loes Van den Heuvel maken ze de film niet om zichzelf te bevredigen, maar om in schoonheid te eindigen.
Vanaf 5 juni 2013 werden de buitenopnames in België voortgezet met massascènes op het voetbalveld in Hemiksem voor opening van de film. Op 6 juni vonden er opnames plaats op het dorpsplein van Gaasbeek, op 7 juni in het kasteel van Gaasbeek. Van 10 tot 12 juni vonden er opnames plaats in Sankt Vith en op 13 en 14 juni waren er opnames in Beauraing.
Van 17 tot 21 juni waren er nog opnames in Jeuk en in Gent. De laatste week van juni werden er in Vilvoorde binnenopnames gemaakt in de nagebouwde decors van het café en keuken van Pascale, aangezien de originele decors uit de televisieserie inmiddels vernietigd zijn. Op 3 juli 2013 werd er nog één reeks uitgestelde opnames gemaakt aan een zwembad in Rijsel, nadat ook die medio mei wegviel door de slechte weersomstandigheden.
Bij een setbezoek tijdens de laatste opnamedagen lieten verschillende acteurs verstaan dat er mits voldoende succes misschien tóch een tweede film in zit, op voorwaarde dat de hele groep weer meewerkt en het scenario goed zit. Marijn Devalck gaf echter aan met acteren te stoppen en noemde de kans op een tweede film onbestaande. In een interview enkele weken voor de release van de film had ook An Swartenbroekx het over een definitief einde.

#### Promotie en première
Op 31 juli 2013 werd de affiche van de film vrijgegeven en op 18 oktober 2013 de eerste trailer. Van 10 tot en met 17 december ging men langs de bioscoopzalen van Vlaanderen om de film te promoten. Op 10 december was de wereldpremière in Antwerpen. Daarna trok men met een toerbus verder richting Hasselt, Genk, Gent, Kortrijk, Mechelen, Turnhout en Sint-Niklaas.
Enkele zaterdagavonden voor de première gaf Herman Verbruggen als Marc Vertongen tickets weg voor de avant-première op Eén.
De bioscooppremière trok in het openingsweekend 130.000 bezoekers, het hoogste aantal in de Belgische filmgeschiedenis.
Tijdens de kerstvakantie van 2013 kwamen er meer dan 500.000 bezoekers naar de film kijken. Nooit eerder gingen zo veel mensen in zo weinig tijd (18 dagen) naar een Belgische film kijken.
Op 11 februari 2014 kwamen er reeds 750.000 bezoekers naar de film kijken. Hiermee is de film de zesde meest bekeken film in Vlaanderen.
De film ging op 27 december 2015 in tv-première op de tv-zender Eén en haalde 1.365.009 kijkers.

## Merchandising
Naar aanleiding van de film werden er ook tal van merchandiseartikelen op de markt gebracht, variërend van een boek, gezelschapsspellen, een sjaal, muts, deken, dekbedovertrek, brood- en fruitdoos, tassen, bekers, glazen onderleggers en koekjes tot een strip gewijd aan de film.
Op 18 april 2014 verscheen de film op dvd en blu-ray.

## Prijzen
In maart 2014 hebben de Ketnetters voor de eerste keer "Het Gala van de Gouden K's" uitgereikt. In de categorie "beste bioscoopfilm" ging de prijs naar Kampioen zijn blijft plezant!.